# Tessa Dullemans
Tessa Dullemans (Róterdam, 2 de julio de 1997) es una deportista neerlandesa que compite en remo.
Participó en los Juegos Olímpicos de París 2024, obteniendo una medalla de plata en la prueba de cuatro scull.
Ganó dos medallas de plata en el Campeonato Mundial de Remo, en los años 2022 y 2023, y cuatro medallas en el Campeonato Europeo de Remo entre los años 2020 y 2025.

## Palmarés internacional
| Juegos Olímpicos   | Juegos Olímpicos         | Juegos Olímpicos  | Juegos Olímpicos |
| Año                | Lugar                    | Medalla           | Prueba           |
| ------------------ | ------------------------ | ----------------- | ---------------- |
| 2024               | París (Francia)          | Medalla de plata  | Cuatro scull     |
| Campeonato Mundial |                          |                   |                  |
| Año                | Lugar                    | Medalla           | Prueba           |
| 2022               | Račice (República Checa) | Medalla de plata  | Cuatro scull     |
| 2023               | Belgrado (Serbia)        | Medalla de plata  | Cuatro scull     |
| Campeonato Europeo |                          |                   |                  |
| Año                | Lugar                    | Medalla           | Prueba           |
| 2020               | Poznań (Polonia)         | Medalla de bronce | Ocho con timonel |
| 2022               | Múnich (Alemania)        | Medalla de plata  | Cuatro scull     |
| 2023               | Bled (Eslovenia)         | Medalla de plata  | Cuatro scull     |
| 2025               | Plovdiv (Bulgaria)       | Medalla de oro    | Doble scull      |